# Prágay János

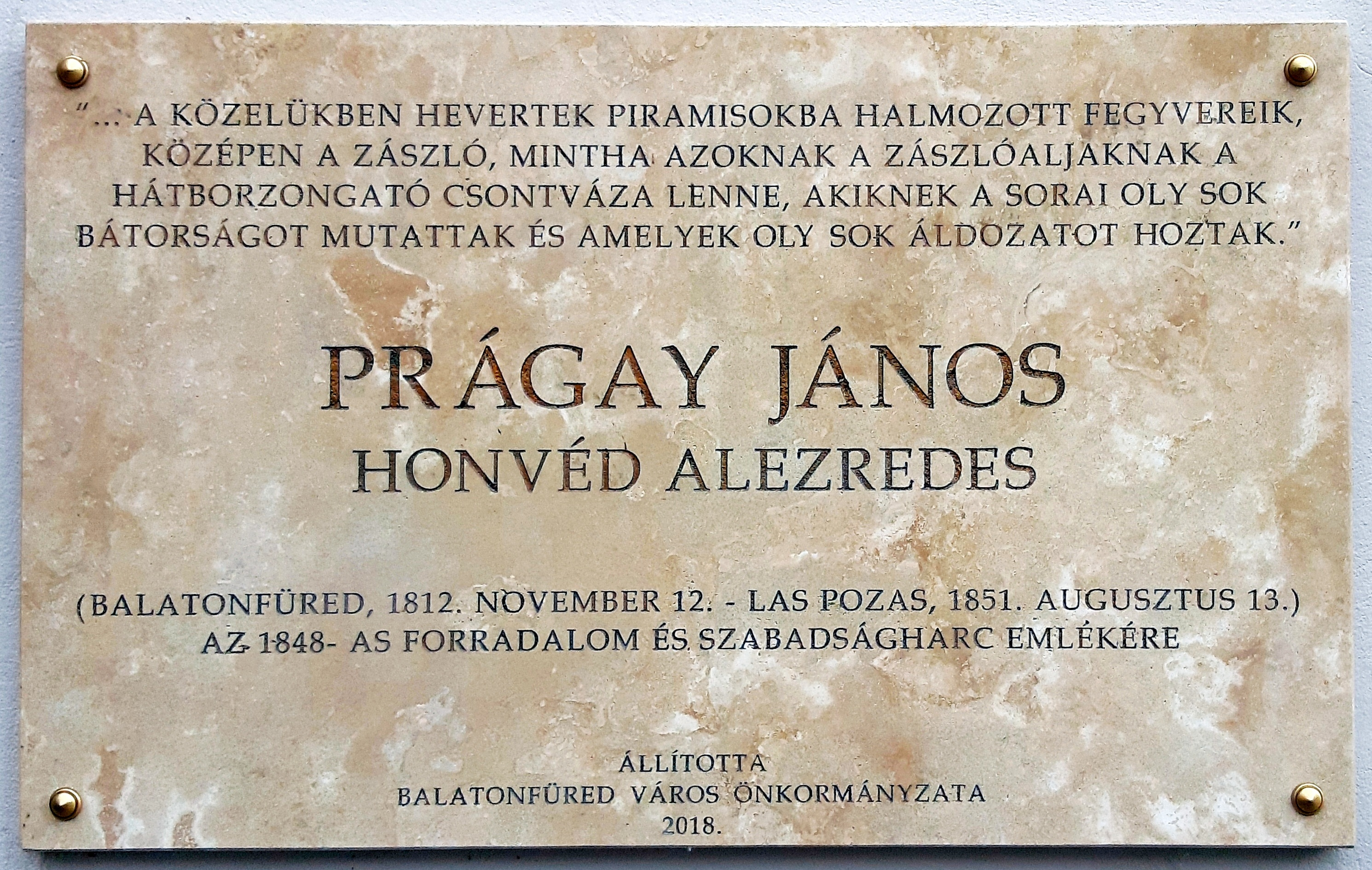
Prágay János emléktáblája szülővárosában.

Prágay János (Balatonfüred, 1812. november 12. – Las Pozas, Kuba, 1851. augusztus 13.) honvéd alezredes, a kubai felszabadító hadsereg tábornoka, történetíró.

## Életútja
Gimnáziumot végzett, majd 1829-ben lépett 19. (Schwarzenberg) gyalogezredbe. 1841-ben kilépett a császári hadseregből és polgári állást vállalt. 1847-ig Bécsben a magyar udvari kancellárián, majd Batthyány Lajos kormányának megalakulása után Pesten a hadügyminisztériumban írnokként dolgozott. Még Bécsben jó ismeretséget kötött Klapka Györggyel és 1849 januárjában, mikor a kormány Debrecenbe költözött, jelentkezett Klapka Tokaji főhadiszállásán szolgálattételre. Főhadnagyi rangot kapott és ettől kezdve a szabadságharc végéig Klapka György mellett szolgált, kezdetben hadsegédként, majd főhadsegédként. Az 1849. április 10-én vívott váci ütközet után megkapta a Magyar Katonai Érdemrend III. osztályát. Júniustól Klapka a VIII. hadtest – a komáromi várőrség – vezérkari főnökévé nevezte ki. Szeptember végén, röviddel a kapituláció előtt megkapta a Magyar Katonai Érdemrend II. osztályát is. A szabadságharcot alezredesi rangban fejezte be.
1849 októberében komáromi kapitulánsként mentesült a felelősségrevonás alól, külföldre távozott és New Yorkban telepedett le. Fornet Kornél volt honvédőrnaggyal megírta a szabadságharc történetét. A művet angol nyelven The Hungarian revolution címmel, német nyelven Der Krieg in Ungarn címmel 1850-ben adták ki New Yorkban. Könyve felkeltette a Magyarországra akkoriban érdeklődéssel tekintő amerikaiak figyelmét és rövid idő alatt számos jó barátot szerzett. Közeli kapcsolatba került a New Yorkban emigrációban élő Narciso López, venezuelai születésű kubai forradalmárral is, aki addigra már több alkalommal sikertelenül kísérelte meg a kubai spanyol uralom megdöntését. 
A Prágay János környezetében élő magyar emigránsok úgy érezték, hogy kötelességük segíteni a kubaiaknak szabadságukért vívott harcukban és csatlakoztak López készülő újabb expedíciójához. Prágay János tábornoki rangot és vezérkari főnöki beosztást kapott Lópeztől. A volt magyar honvédtisztek nem tudhatták, hogy López akciója valójában nem Kuba felszabadítását, hanem az Amerikai Egyesült Államok Kuba feletti fennhatóságának elősegítését szolgálta volna. Ezt az is mutatja, hogy az 1851. augusztus 12-én partra szálló, alig ötszáz fős haderő a kubai lakosságtól semmiféle segítséget nem kapott. A huszonötezer fős sereget felvonultató spanyolokkal Las Pozas mellett vívott ütközet sok áldozatot követelt. Lópezt a spanyolok elfogták és kegyetlenül kivégezték. Az ütközetben Prágay János mindkét combját átlőtték, és hogy López sorsát elkerülje, főbe lőtte magát. Más források szerint fegyverét elvették, s úgy végzett magával, hogy ereit felvágta.
Nyolc életben maradt magyar katonát a spanyolok a spanyol-marokkói Ceuta ólombányáiba internáltak, köztük volt Radnich Imre is, aki másfél év múlva szabadult, s visszament Amerikába.  Schlesinger Lajos volt honvéd főhadnagynak 1852 áprilisában sikerült Gibraltárba menekülnie, s ő Costa Rica leggazdagabb kávétermelőinek egyike lett. (Narciso López 450 emberéből Prágay Jánossal együtt 14 magyar emigráns vett részt az ún. "kubai kalandban", Prágayn, Radnich Imrén, Schlesinger Lajoson kívül Eichler Konrád nyomdász, hadnagy; Bontilla György sz. 1824 honvéd hadnagy; Palánk László honvéd hadnagy, Nyikos János közvitéz; Bíró Mihály közvitéz; Péteri János honvéd hadnagy; Csicseri József altiszt; Kerekes Béla altiszt; Virág János altiszt; Üreghy B. J. kapitány; Vecsey T. S. kapitány.)

## Főbb művei
- Johann Pragay: The Hungarian revolution. Outlines of the prominent circumstances attending the Hungarian struggle for freedom; Putnam, New York, 1850
- Prágay János: A magyar forradalom; sajtó alá rend. Katona Csaba, tan. Csikány Tamás, Katona Csaba, ford. Burza Patrícia Kármen; Balatonfüred Városért Közalapítvány, Balatonfüred, 2017 (Tempevölgy könyvek)

## Szépirodalmi feldolgozás
- Turi András: Rabszolgák ezredese; Zrínyi, Bp., 1974